# Вечеря
|         |      |        |
| Закуска | Обяд | Вечеря |

Вечеря е последното хранене за деня, преди лягане.
В зависимост от страната, климата и традициите вечерята може да е между 6 и 11 часа вечерта, в България обикновено се вечеря късно.
В някои места вечерята е главното ядене за деня, в други тя е много лека. Състои се основно от месо – телешко, пилешко, свинско или риба с гарнитура от зеленчуци, ориз, макарони и сос.
Много хора предпочитат да вечерят в ресторант и, тъй като вечерята е в часовете след работа, тя може да продължи по-дълго. Към нея могат да бъдат добавени различни алкохолни и безалкохолни напитки.